# 四倉町名木
四倉町名木（よつくらまち なぎ）は、福島県いわき市の大字である。郵便番号は979-0213。

## 地理
いわき市北東部の四倉地区に属する。北で四倉町長友、北東で四倉町戸田、東で四倉町狐塚、南で四倉町大森、西で平北神谷とそれぞれ隣接する。概ね町村制施行以前の磐城郡名木村の流れを汲む地域である。二級水系夏井川水系古川や仁井田川がなす平地の西端部とその東側の山林を主な範囲とする。平地には水田が広がり山裾を中心に集落が位置する。内郷御厩町内に所在するいわき中央警察署及び四倉町に所在する平消防署四倉分署がそれぞれ管轄にあたる。

### 主な字
字
- 堀合
- 五反田
- 大仁田
- 宮ノ前

- 榎坪
- 道下
- 前田
- 荒神下

- 仲ノ内
- 宮ノ脇
- 葱作

## 歴史
- 1879年1月27日 - 笠間藩領名木村が福島県内における郡区町村制の施行により磐城郡の村となる[4]。
- 1889年4月1日 - 町村制の施行により名木村が細谷村、大森村、狐塚村、長友村、塩木村、上仁井田村、下仁井田村と合併し、大浦村が発足する。旧名木村域は大浦村の大字となる。[4]。
- 1896年4月1日 - 磐城郡と周辺郡との合併により石城郡が発足し、石城郡大浦村となる[4]。
- 1955年3月10日 - 大浦村が四ツ倉町、大野村と合併し、四倉町が発足し、四倉町の大字となる[4]。
- 1966年10月1日 - 四倉町が平市・磐城市・常磐市・勿来市・内郷市、石城郡小川町・遠野町・川前村・田人村・好間村・三和村、双葉郡久之浜町・大久村と合併しいわき市となり、いわき市四倉地区の大字となる[4]。

## 世帯数と人口
2023年10月31日現在の世帯数と人口は以下の通りである。
| 大字       | 世帯数 | 人口 |
| ---------- | ------ | ---- |
| 四倉町名木 | 43世帯 | 95人 |

## 小・中学校の学区
市立小・中学校に通う場合、学区は以下の通りとなる。
| 番地 | 小学校               | 中学校               |
| ---- | -------------------- | -------------------- |
| 全域 | いわき市立大浦小学校 | いわき市立四倉中学校 |

## 交通

### 道路
- 福島県道35号いわき浪江線
- 一級市道孤塚名木線

## 施設
- 八幡神社